# Henriette Steenstrup
Henriette Steenstrup-Såheim (* 29. September 1974) ist eine norwegische Schauspielerin und Komikerin.

## Leben
Henriette Steenstrup war bereits in ihrer Jugend als Theater-Schauspielerin tätig. Ab Ende der 1990er Jahre hatte sie dann regelmäßige Auftritte in Film und Fernsehen. Ab 2009 trat sie regelmäßig in der TV 2-Comedysendung Torsdag kveld fra Nydalen auf. 2014 wurde sie mit dem Comedypreis Komiprisen ausgezeichnet.
Für die Hauptrolle der Schuldirektorin „Liv“ im Drama Barn (2019) wurde sie beim Göteborg International Film Festival mit dem Dragon Award ausgezeichnet. 2021 erschien ihre Dramedy-Serie Pørni mit ihr selbst in der Hauptrolle. Für diese Rolle und das Drehbuch wurde sie jeweils mit einem Gullruten-Preis geehrt.

## Filmografie
- 1997: Wenn der Postmann gar nicht klingelt (Budbringeren)
- 1999: Fomlesen i kattepine
- 2003: Elling – Nicht ohne meine Mutter (Mors Elling)
- 2004–2007: Seks som oss (Fernsehserie, 12 Folgen)
- 2006: Genosse Pedersen (Gymnaslærer Pedersen)
- 2007: Mars & Venus
- 2009–2013: Torsdag kveld fra Nydalen (Fernsehsendung, ? Folgen)
- 2011: Ich reise allein (Jeg reiser alene)
- 2011: Mach’ mich an, verdammt nochmal! (Få meg på, for faen)
- 2012: Wie du mich siehst (Som du ser meg)
- 2013: Lilyhammer (Fernsehserie, 7 Folgen)
- 2014–2016: Meglerne (Fernsehserie, 19 Folgen)
- 2019: Barn
- 2020: Lyset fra sjokoladefabrikken
- 2020–2023: Ragnarök (Fernsehserie, 18 Folgen)
- 2021–2025: Pørni (Fernsehserie, 30 Folgen)